# Edo de Waart
Edo de Waart  é um maestro neerlandês (Amesterdão, 1 de junho de 1941).
Estudou oboé, piano e direção de orquestra no Conservatório Sweelinck em Amesterdão, onde se graduou em 1962. No ano seguinte entrou como oboísta na Orquestra Real do Concertgebouw de Amesterdão.
Em 1964, aos 23 anos, venceu o concurso de direção Dimitri Mitropoulos de Nova Iorque que lhe permitiu tornar-se assistente de Leonard Bernstein na Orquestra Filarmónica de Nova Iorque. No regresso aos Países Baixos, foi nomeado assistente de Bernard Haitink no Concertgebouw de Amesterdão.
Em 1967 continuou a carreira em Roterdão, antes de se juntar à Orquestra Sinfónica de San Francisco em 1975 como maestro convidado principal. De 1986 a 1995, dirigiu a Orquestra Sinfónica do Minnesota.
Em 1989 dirigiu a Orquestra Filarmónica da Rádio dos Países Baixos, da qual é hoje maestro emérito.
Juntou-se à Orquestra Sinfónica de Sydney de 1995 a 2004, e depois foi diretor artístico da Orquestra Filarmónica de Hong Kong.
De Waart foi também convidado a dirigir as principais orquestras do mundo: Orquestra Filarmónica de Berlim, Orquestra Gewandhaus de Leipzig, Orquestra Philharmonia de Londres, Royal Philharmonic Orchestra, Orquestra da Suíça Romanda, Orquestra Sinfónica de Boston, Orquestra de Cleveland, Orquestra Filarmónica de Los Angeles ou Orquestra Sinfónica de Chicago. Também foi maestro em muitas óperas.

## Repertório
Defensor do repertório contemporâneo, De Waart conduziu as estreias das seguintes obras:
- ópera Nixon in China de John Adams com The Orchestra of St. Luke's in the Field em outubro de 1987 em Houston.[1]
- Variations for Winds, Strings and Keyboards de Steve Reich.